# Letur-Lefr
Letur-Lefr — мини-альбом Джона Фрушанте. Он был выпущен в разных форматах, включая 32-битный цифровой формат или кассетный. Джон сам поет и играет на всех инструментах, однако пара его друзей все-таки принимали участие в записи альбома.
Фрушанте сказал: «Я рассматриваю свою музыку, как прогрессивный синти-поп, но это ничего не говорит о том, как он звучит, но описывает мой основной подход. Я сочетаю разные аспекты разных стилей музыки и создаю свои собственные формы. Треки из Letur-Lefr 2010 года, а треки из PBX 2011. Letur — это компиляция, выбранная порция музыки, которую я написал, а PBX я рассматриваю, как альбом, песни в нём были записаны в особом порядке. Эти записи сильно различаются друг от друга».

## Название
Название мини-альбома относится к Фрушанте и его жене. Джон подчеркивает: «Letur-Lefr для меня является знаком того, как две части становятся одним целым, в частности символизирует то, что первая песня альбома является продолжением последней».

## Список композиций
Слова и музыка всех песен — Джон Фрушанте.
| №  | Название       | Длительность |
| -- | -------------- | ------------ |
| 1. | «In Your Eyes» | 4:27         |
| 2. | «909 Day»      | 2:24         |
| 3. | «Glowe»        | 1:31         |
| 4. | «FM»           | 3:42         |
| 5. | «In My Light»  | 3:49         |

## Участники записи

### Музыканты
- John Frusciante — вокал, бэк-вокал (указан как «женский бэк-вокал» в буклете[4]), синтезаторы, гитара, семплы, драм-машина
- Николь Терли — вокал (1)
- RZA — вокал (2-5)
- Leggezin Fin — вокал (2)
- Masia One — вокал (2 и 3)
- Kinetic 9 — вокал (2 и 4)
- Rugged Monk — вокал (4)

### Технический персонал
- Джон Фрушанте — продюсирование
- Энтони Замора — студийный менеджер

### Оформление
- Джон Фрушанте — обложка и дизайн
- Джулиан Чавес — дизайн обложки

## Позиции в чартах
| Чарт (2012)                  | Наивысшая позиция |
| ---------------------------- | ----------------- |
| Billboard Top Heatseekers    | 10                |
| Billboard Independent Albums | 38                |